# Universitatea din Rostock

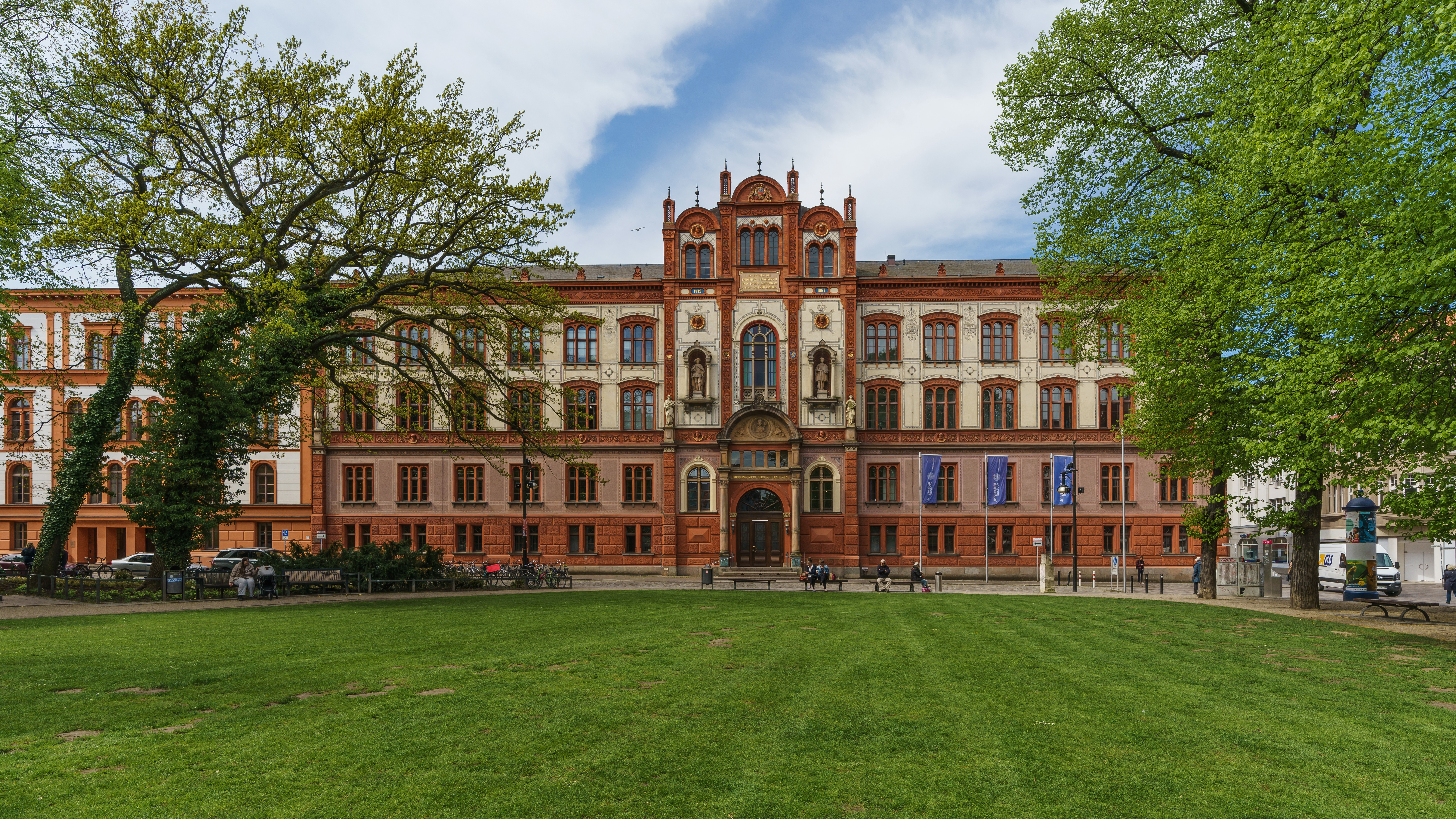
Clădirea principală a Universităţii din Rostock

Universitatea din Rostock (Alma Mater Rostochiensis) a fost înființată în 1419 și este a treia ca vechime din Germania și cea mai veche din zona Mării Baltice. În prezent (conform datelor pe anul 2007/2008) are cca 14.000 studenți înmatriculați și 330 de posturi de profesori atribuite. Cele 70 de specializări sunt împărțite pe 10 facultăți iar studiul poate fi finalizat cu diplomă de Bachelor sau Master.